# 波兰教育

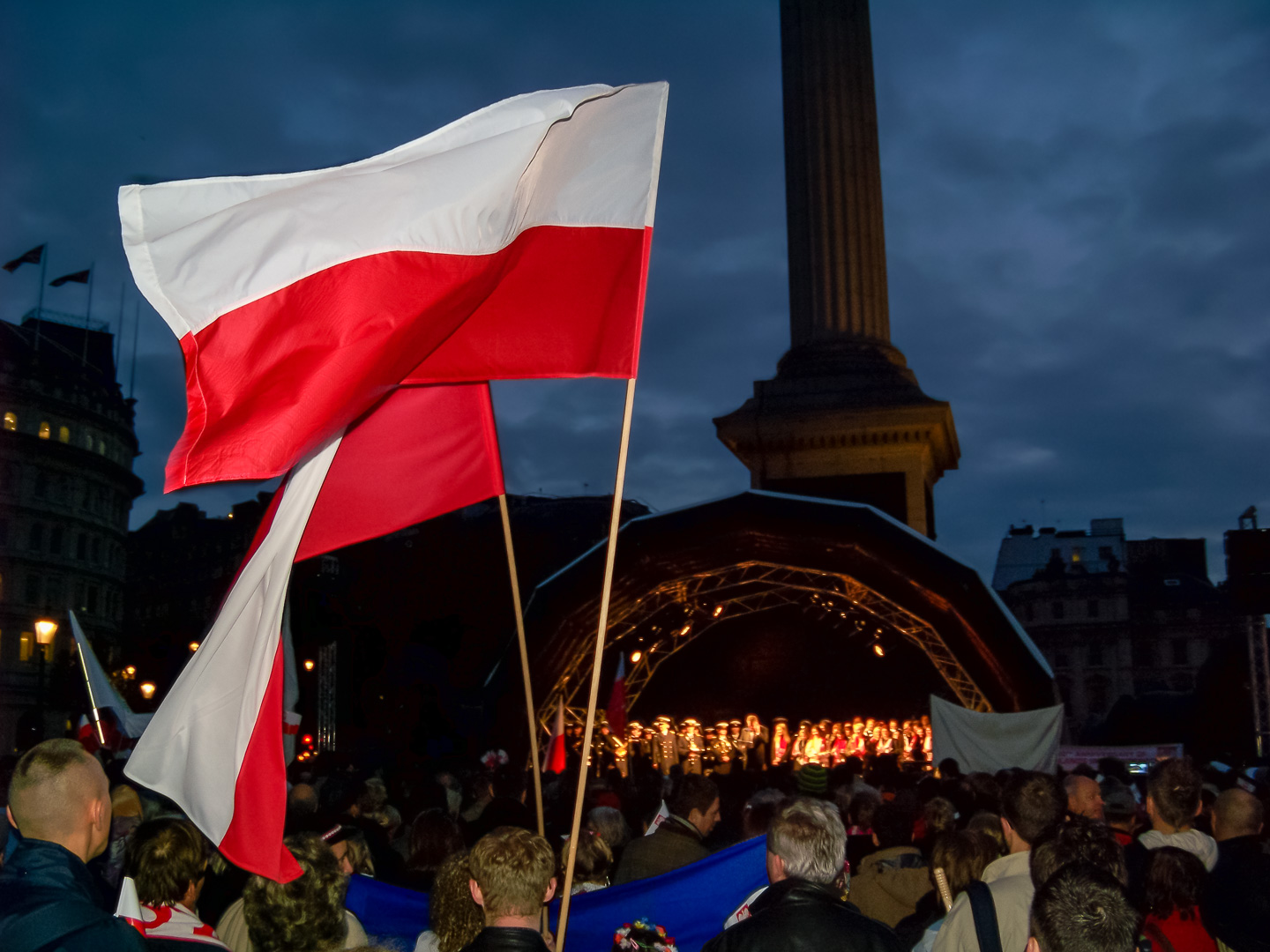

本条目介绍波兰的教育概况。由斯坦尼斯瓦夫·奥古斯特·波尼亚托夫斯基国王于1773年建立的波兰教育部是世界上第一个教育部。

## 义务教育
义务教育开始于学前班或“零年级”（波兰 zerówka或klasa 0）。在7岁时，孩子们开始上小学一年级（波兰 szkoła podstawowa），持续8年（6至2017年），并完成考试。之后，到2017年，学生已加入强制性初中三年（初中教育），最后再参加另一项必修考试。
2012年国际PISA赞扬波兰教育在数学，科学和读写方面取得的进步; 自2003年以来表现最佳的人数增加，而表现不佳的人数再次下降。2014年，皮尔逊/经济学人智库将波兰教育评为欧洲第五，世界第十。

## 高中
高中教育最常见的是四（三级至2017年）年的liceum或五（4至2017年）年的technikum。两者都以成人考试结束（matura，类似于法国的baccalauréat）。

## 高等教育
学士学位：licencjat或inżynier（博洛尼亚进程第一周期认证），硕士：magister（博洛尼亚进程第二周期认证）并最终获得博士学位：doktor（博洛尼亚进程第三周期认证）。波兰公立大学受华约体系的传统影响较大，以专科性大学为主。